# 虫明康人
虫明 康人（むしあけ やすと、1921年3月28日 - 2020年10月6日） は、日本の工学者。東北大学名誉教授。元東北工業大学学長。
工学博士。専門は電気工学、通信工学で、周波数によらずインピーダンスが一定で、広帯域で利用可能な自己補対アンテナを発明した。
IEEEマイルストーン受賞。紫綬褒章受章。

## 人物・経歴
岡山県浅口郡三和村（現浅口市金光町）に生まれる。1941年に広島高等工業学校電気工学科を卒業し、1942年に東北帝国大学工学部電気工学科に入学した。1944年に東北帝国大学工学部通信工学科を卒業すると、引き続き同大学大学院の第一期特別研究生となる。1946年から東北帝国大学大学院第二期特別研究生に進み、1949年に東北帝国大学大学院第二期特別研究生を修了した。大学院在籍中に自己補対アンテナを発明した。
特別研究生修了後に東北大学工学部助教授に就任する。1954年、オハイオ州立大学客員研究員になるとともに、東北大学にて博士号を取得した。
1960年に東北大学工学部および東北大学電気通信研究所教授に昇格する。1980年東北大学評議員となる。1984年に定年退官し、東北大学名誉教授、東北工業大学学長となる。1989年に東北工業大学名誉教授・顧問となる。
電子情報通信学会副会長、総理府宇宙開発委員会専門委員、文部省学術審議会専門委員、宇宙科学研究所運営協会副議長、広島大学非常勤講師、琉球大学非常勤講師、郵政省電波技術審議会部会長代理、郵政省電気通信技術審議会委員、郵政省電波研究所客員研究官（郵政技官）、日本電信電話公社研究開発本部顧問、宮城県関係委員会副議長なども歴任した。叙正四位。

## 顕彰
- オーム技術賞：1953年[2]
- 電気学会文献賞：1957年[2]
- テレビジョン学会丹羽・高柳賞：1964年[2]
- 服部報公賞：1971年[2]
- IEEEライフ・フェロ－：1976年[2]
- 電子通信学会著述賞：1980年[2]
- 科学技術庁長官賞：1982年[2]
- 電子通信学会功績賞：1982年[2]
- 紫綬褒章：1985年
- 電子通信学会論文賞：1988年[2]
- 勲二等瑞宝章：1991年
- 電波の日郵政大臣表彰 1992年[2]
- IEEEマイルストーン賞：2017年[7]